# فیض‌آباد (بوئین‌زهرا)
فیض‌آباد (بوئین‌زهرا)، روستایی از توابع بخش مرکزی شهرستان بوئین‌زهرا در استان قزوین ایران است. پسته و بادام مهم‌ترین و بیشترین محصول تولیدی این شهرک است، قلعه گلی رشیدستان ارباب فیض آباد از بزرگ‌ترین آثار تاریخی فیض آباد در منطقه می‌باشد که می‌تواند بعنوان جاذبه گردشگری سودمند در دنیای آزاد باشد.

## جمعیت
این روستا در دهستان زهرای بالا قرار دارد و براساس سرشماری مرکز آمار ایران در سال ۱۳۸۵، جمعیت آن ۵۲۴ نفر (۱۴۷خانوار) بوده است.